# اچ‌ان‌ال‌ام‌اس تسواردفیش (پی۳۲۲)
اچ‌ان‌ال‌ام‌اس تسواردفیش (پی۳۲۲) (به انگلیسی: HNLMS Zwaardvisch (P322)) یک زیردریایی بود که طول آن ۲۷۶ فوت ۶ اینچ (۸۴٫۲۸ متر) بود. این زیردریایی در سال ۱۹۴۳ ساخته شد.